# Сельский округ имени Олжабай батыра
Се́льский окру́г и́мени Олжаба́й баты́ра (каз. Олжабай батыр ауылдық округі) — административная единица в составе Ерейментауского района Акмолинской области Казахстана. 
Административный центр — аул Олжабай батыра.

## История
В 1989 году существовал как — Благодатный сельсовет (сёла Благодатное, Алгабас, Байман, Новокаменка).
В периоде 1991—1998 годов:
- Благодатный сельсовет был преобразован в Благодатный сельский округ
- село Байман было упразднено.

В 2004 году в связи с переименованием и преобразованием административного центра сельского округа села Благодатное в аул Олжабай батыра — сельский округ получил нынешнее название в честь казахского батыра XVIII века.
В 2018 году село Новокаменка было переименовано в село Ынтымак.

## Население
| Численность населения | Численность населения | Численность населения |
| 1989                  | 1999                  | 2009                  |
| --------------------- | --------------------- | --------------------- |
| 2827                  | ↘2141                 | ↘1600                 |

## Состав
| № | Населённый пункт | Тип населённого пункта      | Население, 1989 | Население, 1999 | Население, 2009 |
| - | ---------------- | --------------------------- | --------------- | --------------- | --------------- |
| 1 | Алгабас          | село                        | 349             | 241             | 98              |
| 2 | Байман           | село, упразднено            | 216             | -               | -               |
| 3 | Олжабай батыра   | аул, административный центр | 1 983           | 1 642           | 1 322           |
| 4 | Ынтымак          | село                        | 279             | 258             | 180             |

## Местное самоуправление
Аппарат акима сельского округа имени Олжабай батыра — аул Олжабай батыра, улица Ленина, 17.
- Аким сельского округа — Хавджалел Хасамхан[1].